# Anselma Bopp

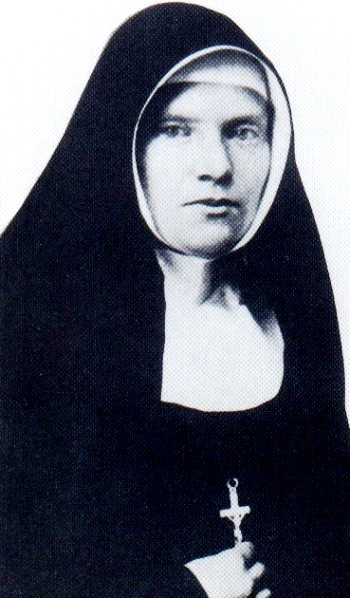
Anselma Bopp

Anselma Bopp (* 25. August 1835 in Wernau; † 17. Juli 1887 in Thuine) war eine römisch-katholische Ordensschwester und Ordensgründerin. Sie steht am Anfang der Kongregation der Thuiner Franziskanerinnen.

## Leben und Werk

### Kindheit und Jugend in Schwaben
Pauline (auch: Johanna Paulina) Bopp war die älteste Tochter (und zweites von sieben Kindern) eines Strohhutfabrikanten, der als Gehilfe angefangen und sich durch Tüchtigkeit hochgearbeitet hatte. Sie wuchs in Steinbach (heute Ortsteil von Wernau bei Esslingen) auf, wo bis 1818 der Kirchenreformer Benedikt Maria von Werkmeister Pfarrer gewesen war, und ging dort als von Mitschülern angefeindete Musterschülerin zur Schule. Sie lernte das Klavierspiel und bekam vom Vater, von dem sie für die Übernahme der Fabrik vorgesehen war, zusätzlichen Unterricht in Buchführung. Die Härte ihrer Ausbildung wird deutlich, wenn man weiß, dass sie zusätzlich um vier Uhr morgens mit dem Vater zum Mähen musste, ein Arbeitsvorgang, der am Anfang der Strohhutanfertigung stand. Sie war in alle Arbeitsphasen der Herstellung eingebunden und begleitete den Vater zum Verkauf nach Stuttgart, wo sie auch selbständig verkaufte und vom Vater in die Kunstschönheiten der Stadt eingeführt wurde. Gleichzeitig lernte sie bei der weichen und frommen Mutter Mildtätigkeit gegenüber den Armen.

### Vorbereitung auf ein Klosterleben
Früh schwebte ihr das Ideal des Klosterlebens vor Augen, auf das sie sich durch Gebet in der Maria-Hilf-Kapelle von Wernau und durch gezielte Askese vorbereitete. Als sie 16 Jahre alt war, musste sie die Pflichten der kranken Mutter übernehmen, die Anfang 1853 starb. Das Verhältnis zum verbitterten Vater war angespannt, nicht zuletzt, weil Paulines Klosterwunsch seine Nachfolgeplanung durchkreuzte. In dieser Phase fand sie Hilfe bei Kaplan Joseph Werfer (1809–1882) in Neuhausen auf den Fildern, den sie sonntäglich aufsuchte, was vier Stunden Fußmarsch bedeutete. Das Verhältnis zum Vater besserte sich. Mehrere Heiratsanträge lehnte sie ab.

### Eintritt bei den Straßburger Kreuzschwestern
Durch eine seit 1851 in Donzdorf existierende Tochterniederlassung wurde Pauline auf die Straßburger Kongregation der Barmherzigen Schwestern vom Heiligen Kreuz aufmerksam, die seit 1848 offiziell bestand (Gründerin war Adèle de Glaubitz, 1797–1858, aus sächsischem Adel, seit 1802 in Straßburg). Im Mai 1854 brachte der Vater sie persönlich nach Straßburg. Sie trat am 31. Mai 1854 ein und legte am 19. Juli 1855 Profess ab. Sie nahm den Ordensnamen Anselma (französisch: Anselmé) an. Der Eintritt war nur möglich, weil der Vater die nicht unbeträchtliche Mitgiftsumme bezahlte.

### Der Appell aus dem Emsland
In Straßburg-Neuhof wurde Schwester Anselma mit der Erziehung verwahrloster junger Mädchen betraut, was ihr anfangs schwerfiel. 1856 durfte sie einmal nach Hause zurückkehren, als die zweite Frau des Vaters im Kindbett starb. Der Versuchung, dort zu bleiben, widerstand sie. Durch die Kollektenreisen der bayrischen Schwester Marianne Schmittberg (1807–1872) war die Straßburger Kongregation in Deutschland allenthalben bekannt geworden, so auch im Emsland, dem Armenhaus Deutschlands. Deshalb wandte sich 1857 der begüterte Pfarrer von Thuine bei Lingen, Gerhard Dall (1783–1874), dem die Stiftung eines Krankenhauses mit Waisenhaus vorschwebte, an die Straßburger Kreuzschwestern mit der Bitte um Entsendung zweier Nonnen. Adèle von Glaubitz entsandte Marianne Schmittberg und die 21-jährige Anselma Bopp.

### Schwierige Anfänge in Thuine
Die beiden Nonnen kamen am 24. Mai 1857 in Lingen bei Dechant Johannes Bernhard Diepenbrock (1796–1884) an und bekamen zu hören: „Hier gibt es nichts für Sie zu tun!“ Sie reisten dennoch weiter nach Thuine, trafen aber auch hier auf einen verunsicherten Pastor Dall, weil Bischof Paulus Melchers von Osnabrück dem Vorhaben skeptisch gegenüberstand und seine Genehmigung noch nicht eingetroffen war. Nur mit Hilfe der Bevölkerung konnten die beiden tapferen Nonnen unter größten Entbehrungen in der typhusverseuchten Gegend mit der Krankenpflege und mit der Betreuung dreier verwahrloster Kinder anfangen. Bald kam eine dritte (ebenfalls süddeutsche) Schwester hinzu, doch die Verhältnisse besserten sich nur langsam. Anselmas Vater war bei einem Besuch 1858 von den Verhältnissen erschüttert. Zudem litt Anselma unter dem Wesen ihrer Mitschwester Marianne, so dass Pastor Dall 1858 deren Ablösung erreichte. Sie wurde durch Schwester Crescentia ersetzt, die bis 1869 Oberin war. 1862 waren sie zu viert, 1865 zu sechst.

### Anselma wird 1869 Oberin
Im Sommer 1866 konnte Schwester Anselma nach neun Jahren zum ersten Mal für ein paar Wochen nach Straßburg zurück. Dann trat zwischen dem Mutterhaus, das seit 1858 von Augustine de Glaubitz (* 1810) geleitet wurde, und Thuine eine wachsende Entfremdung ein, die im Januar 1869 im Austritt von Schwester Crescentia (und Eintritt in die Kongregation der Franziskanerinnen von Salzkotten) gipfelte. Zur Nachfolgerin wurde von Straßburg auf Vorschlag von Pastor Dall Schwester Anselma ernannt.

### Krise und Trennung von Straßburg
Damit waren aber die Spannungen, die möglicherweise auch mit der politischen Entwicklung zwischen Deutschland und Frankreich zusammenhingen, nicht beendet. Seit 1868 wünschte sich Pastor Dall für das von ihm gestiftete Krankenhaus St.-Georgs-Stift eine von Straßburg unabhängige Schwesternschaft, worin er vom ihm befreundeten neuen Bischof Johannes Heinrich Beckmann (1802–1878, 1866 bis 1878 Bischof von Osnabrück, vorher Generalvikar) unterstützt wurde. Zur offenen Krise kam es, als im Mai 1869 ein Schreiben der Generaloberin eintraf, mit dem Befehl, alle vier verbliebenen Schwestern (eine war wegen Kränklichkeit abgezogen worden) sollten unverzüglich nach Straßburg zurückkehren. Da dies für die Stiftung eine Katastrophe bedeutete und auch gegen die einfachsten Gesetze der Nächstenliebe verstoßen hätte, baten die Schwestern im August unter Anselmas Führung um Dispens von ihren Gelübden und Entlassung aus der Straßburger Gemeinschaft. Erst jetzt erfuhren sie, dass ihr Gelübde jeweils nur für ein Jahr galt, und dass es folglich ausreichte, das Gelübde am 14. September 1869 nicht zu erneuern, um relativ problemlos auszuscheiden und sich selbständig zu machen. Das war für alle, vor allem aber für Oberin Anselma und Pastor Dall, denen die Situation über Monate sehr zugesetzt hatte, eine spürbare Erleichterung.

### Gründung der Kongregation der Franziskanerinnen von Thuine
Oberin Anselma reiste anschließend in ihre Heimat und nach München, um sich über die Regelpraxis der Franziskanerinnen zu informieren, und wurde am 12. November von Bischof Beckmann als Oberin der neuen Kongregation anerkannt. Der 25. November 1869 war der offizielle Gründungstag der Kongregation der Franziskanerinnen vom hl. Märtyrer Georg zu Thuine. Die Gemeinschaft umfasste 11 Personen: vier Schwestern, drei Novizinnen und vier Postulantinnen. Acht Monate später brach der Deutsch-Französische Krieg aus.

### Wachsen der Gemeinschaft und Tod der Gründerin
Als Pfarrer Dall am 12. Juli 1874 starb, bestand die Gemeinschaft aus 42 Schwestern. Als Mutter Anselma 1887 nach neunjähriger schwerer Krankheit starb, zählte die junge Gemeinschaft elf Niederlassungen mit insgesamt 146 Schwestern. Bereits 30 Schwestern waren vor ihr gestorben. Anselmas Nachfolgerin (bis 1896) wurde die 1861 eingetretene und 1865 nach Thuine gekommene Schwester Mauritia (Genofeva Eck, 1842–1921, aus Dittigheim, Tauberbischofsheim, Oberin bis 1896, das „Veilchen aus dem Taubertal“). Weitere Oberinnen: Liboria (1896–1905), Chrysostoma (ab 1905).

### Entwicklung seit Anselmas Tod
Kirchenrechtliche Anerkennungen erhielt die Kongregation am 9. Februar 1906 durch die Aggregation an den Ersten und Zweiten Orden des Heiligen Franziskus, ebenfalls 1906 durch die bischöfliche Approbation der Konstitutionen und am 15. Mai 1909 durch die päpstliche Approbation der gesamten Kongregation. Aus der Gründung entstanden Waisenhäuser, Kinderheime, Krankenhäuser, Sozial- und Behindertenstationen, allgemeinbildende Schulen und Fachschulen. Die derzeit über tausend Schwestern sind außerdem in der Pastoralarbeit und Hospizarbeit eingesetzt. Es existieren Niederlassungen in vielen Teilen der Welt: seit 1875 in den Niederlanden, seit 1920 in Japan, seit 1923 in den Vereinigten Staaten, seit 1932 in Indonesien (Osttimor seit 1993), seit 1972 in Brasilien, seit 1997 auf Papua-Neuguinea und seit 2001 in Albanien.

### Erinnerungsorte
In Thuine, Kreis Emsland, erinnert die Anselma-Bopp-Straße an die Kongregationsgründerin. In St. Louis (Missouri) wird jährlich beim Spirit of Mother M. Anselma Dinner ein Preis vergeben, der eine ihr würdige Persönlichkeit ehrt.